# Izmir (Provinz)
Izmir (türkisch İzmir) ist eine an der ägäischen Küste gelegene Provinz der Türkei. Ihre Hauptstadt ist Izmir.
Die Provinz hat 4.394.694 Einwohner (Stand 2020) auf einer Fläche von 11.892 km². Sie grenzt im Norden an die Provinz Balıkesir, im Osten an die Provinz Manisa und im Süden an die Provinz Aydın. Die Ägäis stellt im Westen eine natürliche Grenze dar, sehr kantig, mit vielen Halbinseln und Inseln. Das Kfz-Kennzeichen hat die Nummer 35.
Die Bevölkerungsdichte beträgt 370 Einwohner/km², dies ist nach İstanbul und Kocaeli die dritthöchste der Türkei. Die höchsten Werte der Provinz liegen im Zentrum rund um die Provinzhauptstadt Izmir, die mit der „Kernstadt“ über zwei Drittel der Einwohner der Großstadtgemeinde zählt.

## Geografie
Die Provinz Izmir ist Teil der Ägäisregion der Türkei. Die größten Flüsse sind der Gediz, der kleine Menderes und der Bakırçay. Der Gediz mündet bei Foça ins Meer. Früher floss er westlich von Karşıyaka in den Golf von Izmir. Doch durch das Schwemmmaterial, das der Fluss mitführte, drohte der Zugang zum Hafen der Stadt zu verlanden. Daher wurde Ende des 19. Jahrhunderts der Gediz umgeleitet, damit er direkt in die Ägäis abfließen kann.
Die Provinz ist die bevölkerungsreichste der Ägäisregion (41,11 % der insg. 10.689.115 Einwohner der Region). Flächenmäßig belegt sie Platz 4 bzw. 5 (ca. 13,5 %), dies ist abhängig von der Quelle der abweichenden Flächenangaben.

## Verwaltungsgliederung
İzmir ist seit 1984 eine Großstadt (Büyükşehir belediyesi). Im Zuge der Verwaltungsreform 2013/2014 wurde diese Organisationsform auf die gesamte Provinz erstreckt. Seither ist die Provinz ein rein staatlicher Verwaltungsbezirk. Die kommunalen Angelegenheiten in Selbstverwaltung auf Provinzebene werden durch die Büyükşehir belediyesi wahrgenommen. In jedem der 30 staatlichen Unterbezirke der Provinz (İlçe) besteht eine namens- und gebietsgleiche Gemeinde (Belediye). Die Großstadtgemeinde Izmir (İzmir Büyükşehir Belediyesi) ist ein Verbund dieser 30 Gemeinden.
| Kreis- code 1 | Landkreis İlçe | Fläche 2 (km²) | Bevölkerung am 31.12.2020 3 | Bevölkerung am 31.12.2020 3 | Bevölkerung am 31.12.2020 3 | Anzahl der Mahalle | Sex Ratio 4 Frauen auf 1000 Männer | Bevölke- rungs- dichte (Einw./km²) | Grün- dungs datum 5, 6 |
| Kreis- code 1 | Landkreis İlçe | Fläche 2 (km²) | Gesamt                      | männlich                    | weiblich                    | Anzahl der Mahalle | Sex Ratio 4 Frauen auf 1000 Männer | Bevölke- rungs- dichte (Einw./km²) | Grün- dungs datum 5, 6 |
| ------------- | -------------- | -------------- | --------------------------- | --------------------------- | --------------------------- | ------------------ | ---------------------------------- | ---------------------------------- | ---------------------- |
| 2238          | Aliağa         | 379            | 101.242                     | 55.293                      | 45.949                      | 15                 | 831                                | 267,1                              | 1982                   |
| 2006          | Balçova        | 16             | 78.804                      | 38.607                      | 40.197                      | 17                 | 1041                               | 4.925,3                            | 1992                   |
| 1178          | Bayındır       | 548            | 40.418                      | 20.077                      | 20.341                      | 24                 | 1013                               | 73,8                               |                        |
| 2056          | Bayraklı       | 30             | 306.988                     | 152.567                     | 154.421                     | 6                  | 1012                               | 10.232,9                           | 2008                   |
| 1181          | Bergama        | 1.544          | 104.944                     | 52.672                      | 52.272                      | 13                 | 992                                | 68,0                               |                        |
| 1776          | Beydağ         | 172            | 12.329                      | 6.184                       | 6.145                       | 2                  | 994                                | 71,7                               | 1987                   |
| 1203          | Bornova        | 220            | 446.927                     | 222.392                     | 224.535                     | 3                  | 1010                               | 2.031,5                            | 1958                   |
| 1780          | Buca           | 178            | 507.773                     | 252.956                     | 254.817                     | 1                  | 1007                               | 2.852,7                            | 1987                   |
| 1251          | Çeşme          | 285            | 46.093                      | 23.464                      | 22.629                      | 21                 | 964                                | 161,7                              |                        |
| 2007          | Çiğli          | 139            | 204.549                     | 102.183                     | 102.366                     | 7                  | 1002                               | 1.471,6                            | 1992                   |
| 1280          | Dikili         | 534            | 45.217                      | 22.571                      | 22.646                      | 22                 | 1003                               | 84,7                               | 1928                   |
| 1234          | Foça           | 251            | 33.227                      | 18.921                      | 14.306                      | 27                 | 756                                | 132,4                              |                        |
| 2009          | Gaziemir       | 70             | 138.519                     | 70.003                      | 68.516                      | 10                 | 979                                | 1.978,8                            | 1992                   |
| 2018          | Güzelbahçe     | 77             | 36.727                      | 18.198                      | 18.529                      | 26                 | 1018                               | 477,0                              | 1993                   |
| 2057          | Karabağlar     | 89             | 479.592                     | 236.400                     | 243.192                     | 2                  | 1029                               | 5.388,7                            | 2008                   |
| 1432          | Karaburun      | 421            | 11.329                      | 5.872                       | 5.457                       | 30                 | 929                                | 26,9                               |                        |
| 1448          | Karşıyaka      | 51             | 350.100                     | 163.902                     | 186.198                     | 4                  | 1136                               | 6.864,7                            | 1954                   |
| 1461          | Kemalpaşa      | 681            | 110.209                     | 55.918                      | 54.291                      | 12                 | 971                                | 161,8                              |                        |
| 1467          | Kınık          | 479            | 28.691                      | 14.306                      | 14.385                      | 28                 | 1006                               | 59,9                               | 1948                   |
| 1477          | Kiraz          | 573            | 44.105                      | 22.387                      | 21.718                      | 23                 | 970                                | 77,0                               | 1948                   |
| 1819          | Konak          | 24             | 344.678                     | 168.300                     | 176.378                     | 5                  | 1048                               | 14.361,6                           | 1987                   |
| 1826          | Menderes       | 777            | 101.338                     | 51.103                      | 50.235                      | 14                 | 983                                | 130,4                              | 1987                   |
| 1521          | Menemen        | 573            | 186.182                     | 95.118                      | 91.064                      | 9                  | 957                                | 324,9                              |                        |
| 2013          | Narlıdere      | 50             | 65.178                      | 32.972                      | 32.206                      | 19                 | 977                                | 1.303,6                            | 1992                   |
| 1563          | Ödemiş         | 1.019          | 133.679                     | 66.634                      | 67.045                      | 11                 | 1006                               | 131,2                              |                        |
| 1611          | Seferihisar    | 375            | 48.320                      | 24.246                      | 24.074                      | 20                 | 993                                | 128,9                              |                        |
| 1612          | Selçuk         | 317            | 37.386                      | 18.625                      | 18.761                      | 25                 | 1007                               | 117,9                              | 1957                   |
| 1677          | Tire           | 716            | 86.315                      | 42.543                      | 43.772                      | 16                 | 1029                               | 120,6                              |                        |
| 1682          | Torbalı        | 577            | 194.285                     | 97.992                      | 96.293                      | 8                  | 983                                | 336,7                              | 1926                   |
| 1703          | Urla           | 727            | 69.550                      | 34.820                      | 34.730                      | 18                 | 997                                | 95,7                               |                        |
| 35 İZMİR      | 35 İZMİR       | 11.892         | 4.394.694                   | 2.187.226                   | 2.207.468                   | 438                | 1009                               | 369,6                              |                        |

## Bevölkerung

### Ergebnisse der Bevölkerungsfortschreibung
Nachfolgende Tabelle zeigt die jährliche Bevölkerungsentwicklung nach der Fortschreibung durch das 2007 eingeführte adressierbare Einwohnerregister (ADNKS). Zusätzlich sind die Bevölkerungswachstumsrate und das Geschlechterverhältnis (Sex Ratio d. h. die rechnerisch ermittelte Anzahl der Frauen pro 1000 Männer) aufgeführt. Der Zensus von 2011 ermittelte 3.952.036 Einwohner, das sind über eine halbe Million Einwohner mehr als zum Zensus 2000.

| Jahr | Bevölkerung am Jahresende | Bevölkerung am Jahresende | Bevölkerung am Jahresende | Wachstums- rate der Be- völkerung (in %) | Geschlechter verhältnis (Frauen auf 1000 Männer) | Rang (unter den 81 Provinzen)               |
| Jahr | gesamt                    | männlich                  | weiblich                  | Wachstums- rate der Be- völkerung (in %) | Geschlechter verhältnis (Frauen auf 1000 Männer) | Rang (unter den 81 Provinzen)               |
| ---- | ------------------------- | ------------------------- | ------------------------- | ---------------------------------------- | ------------------------------------------------ | ------------------------------------------- |
| 2021 | 4.425.789                 | 2.199.287                 | 2.226.502                 | 0,71                                     | 1.012,4                                          | Die Provinz İzmir nahm immer den Rang 3 ein |
| 2020 | 4.394.694                 | 2.187.226                 | 2.207.468                 | 0,63                                     | 1.009,3                                          | Die Provinz İzmir nahm immer den Rang 3 ein |
| 2019 | 4.367.251                 | 2.174.319                 | 2.192.932                 | 1,08                                     | 1.008,6                                          | Die Provinz İzmir nahm immer den Rang 3 ein |
| 2018 | 4.320.519                 | 2.152.585                 | 2.167.934                 | 0,95                                     | 1.007,1                                          | Die Provinz İzmir nahm immer den Rang 3 ein |
| 2017 | 4.279.677                 | 2.133.548                 | 2.146.129                 | 1,33                                     | 1.005,9                                          | Die Provinz İzmir nahm immer den Rang 3 ein |
| 2016 | 4.223.545                 | 2.104.632                 | 2.118.913                 | 1,32                                     | 1.006,8                                          | Die Provinz İzmir nahm immer den Rang 3 ein |
| 2015 | 4.168.415                 | 2.078.224                 | 2.090.191                 | 1,35                                     | 1.005,8                                          | Die Provinz İzmir nahm immer den Rang 3 ein |
| 2014 | 4.113.072                 | 2.050.424                 | 2.062.648                 | 1,28                                     | 1.006,0                                          | Die Provinz İzmir nahm immer den Rang 3 ein |
| 2013 | 4.061.074                 | 2.027.334                 | 2.033.740                 | 1,39                                     | 1.003,2                                          | Die Provinz İzmir nahm immer den Rang 3 ein |
| 2012 | 4.005.459                 | 1.999.246                 | 2.006.213                 | 1,01                                     | 1.003,5                                          | Die Provinz İzmir nahm immer den Rang 3 ein |
| 2011 | 3.965.232                 | 1.979.088                 | 1.986.144                 | 0,41                                     | 1.003,6                                          | Die Provinz İzmir nahm immer den Rang 3 ein |
| 2010 | 3.948.848                 | 1.985.368                 | 1.963.480                 | 2,08                                     | 989,0                                            | Die Provinz İzmir nahm immer den Rang 3 ein |
| 2009 | 3.868.308                 | 1.933.681                 | 1.934.627                 | 1,91                                     | 1.000,5                                          | Die Provinz İzmir nahm immer den Rang 3 ein |
| 2008 | 3.795.978                 | 1.897.792                 | 1.898.186                 | 1,51                                     | 1.000,2                                          | Die Provinz İzmir nahm immer den Rang 3 ein |
| 2007 | 3.739.353                 | 1.872.579                 | 1.866.774                 | –                                        | 996,9                                            | Die Provinz İzmir nahm immer den Rang 3 ein |

### Volkszählungsergebnisse
Nachfolgende Tabellen geben den bei den 14 Volkszählungen dokumentierten Einwohnerstand der Provinz İzmir wieder. Die Werte der linken Tabelle entstammen E-Books (der Originaldokumente); die Werte der rechten Tabelle basieren aus der Datenabfrage des Türkischen Statistikinstituts TÜIK
| Jahr | Bevölkerung am Zensustag | Bevölkerung am Zensustag | jährl. Wachs- tumsrate in % | Rang |
| Jahr | Türkei                   | Provinz İzmir            | Provinz İzmir               | Rang |
| ---- | ------------------------ | ------------------------ | --------------------------- | ---- |
| 1927 | 13.648.270               | 0.531.579                | —                           | 2    |
| 1935 | 16.158.018               | 0.596.850                | 1,53                        | 1    |
| 1940 | 17.820.950               | 0.640.107                | 1,45                        | 2    |
| 1945 | 18.790.174               | 0.673.581                | 1,05                        | 3    |
| 1950 | 20.947.188               | 0.768.411                | 2,82                        | 3    |
| 1955 | 24.064.763               | 0.910.496                | 3,70                        | 3    |
| 1960 | 27.754.820               | 1.063.490                | 3,36                        | 3    |
| Jahr | Bevölkerung am Zensustag | Bevölkerung am Zensustag | jährl. Wachs- tumsrate in % | Rang |
| Jahr | Türkei                   | Provinz İzmir            | Provinz İzmir               | Rang |
| ---- | ------------------------ | ------------------------ | --------------------------- | ---- |
| 1965 | 31.391.421               | 1.234.667                | 3,22                        | 3    |
| 1970 | 35.605.176               | 1.427.173                | 1,95                        | 3    |
| 1975 | 40.347.719               | 1.673.966                | 3,46                        | 3    |
| 1980 | 44.736.957               | 1.976.763                | 3,62                        | 3    |
| 1985 | 50.664.458               | 2.317.829                | 3,45                        | 3    |
| 1990 | 56.473.035               | 2.694.770                | 3,25                        | 3    |
| 2000 | 67.803.927               | 3.370.866                | 2,51                        | 3    |

Anzahl der Provinzen bezogen auf die Censusjahre:
- 1927, 1940 bis 1950: 63 Provinzen
- 1935: 57 Provinzen
- 1955: 67 Provinzen
- 1960 bis 1985: 73 Provinzen
- 1990: 73 Provinzen
- 2000: 81 Provinzen

### Detaillierte Volkszählungsergebnisse
| Jahr | Gesamtbevölkerung | Gesamtbevölkerung | Gesamtbevölkerung | Stadtbevölkerung | Stadtbevölkerung | Stadtbevölkerung | Stadtbevölkerung | Landbevölkerung | Landbevölkerung | Landbevölkerung | Landbevölkerung |
| Jahr | Gesamt            | männlich          | weiblich          | Gesamt           | %                | männlich         | weiblich         | Gesamt          | %               | männlich        | weiblich        |
| ---- | ----------------- | ----------------- | ----------------- | ---------------- | ---------------- | ---------------- | ---------------- | --------------- | --------------- | --------------- | --------------- |
| 1927 | 531.579           | 272.248           | 259.331           | 254.444          | 47,87            | 134.772          | 119.672          | 277.135         | 52,13           | 137.476         | 139.659         |
| 1935 | 596.850           | 304.969           | 291.881           | 287.295          | 48,14            | 149.329          | 137.966          | 309.555         | 51,86           | 155.640         | 153.915         |
| 1940 | 640.107           | 325.459           | 314.648           | 303.688          | 47,44            | 156.146          | 147.542          | 336.419         | 52,56           | 169.313         | 167.106         |
| 1945 | 673.581           | 342.951           | 330.630           | 318.342          | 47,26            | 164.927          | 153.415          | 355.239         | 52,74           | 178.024         | 177.215         |
| 1950 | 768.411           | keine Angaben     | keine Angaben     | 359.372          | 46,77            | keine Angaben    | keine Angaben    | 409.039         | 53,23           | keine Angaben   | keine Angaben   |
| 1955 | 910.496           | 469.816           | 440.680           | 441.047          | 48,44            | 230.389          | 210.658          | 469.449         | 51,56           | 239.427         | 230.022         |
| 1960 | 1.063.490         | 552.498           | 510.992           | 548.327          | 51,56            | 284.789          | 263.538          | 515.163         | 48,44           | 267.709         | 247.454         |
| 1965 | 1.234.667         | 641.118           | 593.549           | 621.553          | 50,34            | 322.106          | 299.447          | 613.114         | 49,66           | 319.012         | 294.102         |
| 1970 | 1.427.173         | 739.429           | 687.744           | 753.041          | 52,76            | 391.502          | 361.539          | 674.132         | 47,24           | 347.927         | 326.205         |
| 1975 | 1.673.966         | 868.403           | 805.563           | 905.059          | 54,07            | 471.699          | 433.360          | 768.907         | 45,93           | 396.704         | 372.203         |
| 1980 | 1.976.763         | 1.021.989         | 954.774           | 1.059.183        | 53,58            | 544.957          | 514.226          | 917.580         | 46,42           | 477.032         | 440.548         |
| 1985 | 2.317.829         | 1.198.236         | 1.119.593         | 1.800.797        | 77,69            | 936.500          | 864.297          | 517.032         | 22,31           | 261.736         | 255.296         |
| 1990 | 2.694.770         | 1.379.778         | 1.314.992         | 2.134.816        | 79,22            | 1.096.597        | 1.038.219        | 559.954         | 20,78           | 283.181         | 276.773         |
| 2000 | 3.370.866         | 1.698.819         | 1.672.047         | 2.732.669        | 81,07            | 1.372.420        | 1.360.249        | 638.197         | 18,93           | 326.399         | 311.798         |
| 2011 | 3.952.036         | 1.973.048         | 1.978.988         | keine Angaben    | keine Angaben    | keine Angaben    | keine Angaben    | keine Angaben   | keine Angaben   | keine Angaben   | keine Angaben   |